# Шенандоа-Джанкшен (Західна Вірджинія)
Шенандоа-Джанкшен (англ. Shenandoah Junction) — переписна місцевість (CDP) в США, в окрузі Джефферсон штату Західна Вірджинія. Населення — 635 осіб (2020).

## Географія
Шенандоа-Джанкшен розташована за координатами 39°21′11″ пн. ш. 77°50′15″ зх. д. / 39.35306° пн. ш. 77.83750° зх. д. (39.353083, -77.837443).  За даними Бюро перепису населення США в 2010 році переписна місцевість мала площу 2,62 км², уся площа — суходіл.

## Демографія
Згідно з переписом 2010 року, у переписній місцевості мешкали 703 особи в 256 домогосподарствах у складі 190 родин. Густота населення становила 268 осіб/км².  Було 272 помешкання (104/км²).
Расовий склад населення:
| - 90,2 % — білих - 4,7 % — чорних або афроамериканців - 0,4 % — азіатів |

До двох чи більше рас належало 4,6 %. Частка іспаномовних становила 2,0 % від усіх жителів.
За віковим діапазоном населення розподілялося таким чином: 25,0 % — особи молодші 18 років, 66,3 % — особи у віці 18—64 років, 8,7 % — особи у віці 65 років та старші. Медіана віку мешканця становила 34,4 року. На 100 осіб жіночої статі у переписній місцевості припадало 99,2 чоловіків;  на 100 жінок у віці від 18 років та старших — 94,5 чоловіків також старших 18 років.
Середній дохід на одне домашнє господарство  становив 65 456 доларів США (медіана — 48 393), а середній дохід на одну сім'ю — 64 429 доларів (медіана — 39 688). 
Цивільне працевлаштоване населення становило 277 осіб. Основні галузі зайнятості: роздрібна торгівля — 30,0 %, будівництво — 21,3 %, освіта, охорона здоров'я та соціальна допомога — 17,7 %.